# Antonín Tichý
Pour les articles homonymes, voir Tichý.
Antonín Tichý, né le 12 octobre 1919 à Prague, est un footballeur tchèque reconverti entraîneur.

## Biographie
En 1949, Antonín Tichý rejoint le Lyon olympique universitaire. Un an plus tard, la section football du LOU devient l'Olympique lyonnais. Tichý y évolue jusqu'en 1953 et marque 5 buts en 47 matchs de Division 2,. Il part en 1953 pour le Perpignan FC.
En 1953-1954, Antonín Tichý est entraîneur de La Berrichonne de Châteauroux,.

## Palmarès
- Championnat de France de D2
  - Champion en 1951